# Дубовая Роща (Самарская область)
Дубовая Роща — посёлок в Красноярском районе Самарской области. Входит в состав сельского поселения Новый Буян.

## История
В 1973 г. Указом Президиума ВС РСФСР поселок отделения № 2 совхоза имени Максима Горького переименован в Дубовая Роща.

## Население
| 2010 |
| ---- |
| 8    |